# 學托擴縣 (紐約州)
學托擴縣（英語：Chautauqua County）是美国纽约州最西部的一個縣，南、西南鄰宾夕法尼亚州，西北傍伊利湖，面積3,885平方公里。根據2020年美國人口普查，共有人口12萬7,657人。縣治梅維爾。該縣成立於1808年，縣名來自失傳的伊利語，意思可能是「捕魚的地方」。